# Juwono Sudarsono
 (août 2013).
Juwono Sudarsono, né le 5 mars 1942 à Ciamis (Indonésie), est un homme politique indonésien. 
Il est le ministre de la Défense de l'Indonésie de 1999 à 2000 (premier civil depuis 50 ans à occuper cette fonction) et depuis le 21 octobre 2004.
En 1998, il est ministre d'État et ministre de l'Environnement, puis ministre de l'Éducation et de la Culture de 1998 à 1999 et ambassadeur au Royaume-Uni de 2003 à 2004.